# Lõbembe
Koordinaten: 58° 59′ N, 22° 51′ O
Lõbembe ist ein Dorf (estnisch küla) in der Landgemeinde Hiiumaa (bis 2017: Landgemeinde Pühalepa). Es liegt auf der zweitgrößten estnischen Insel Hiiumaa (deutsch Dagö).

## Beschreibung
Lõbembe (deutsch Lembembe) hat 8 Einwohner (Stand 31. Dezember 2011).
Die Siedlung liegt unmittelbar südöstlich des Flughafens Kärdla.